# Eois margarita
Eois margarita là một loài bướm đêm trong họ Geometridae.